# Thích Quảng Đức
Thích Quảng Đức (ejtés: [tʰɪ̌c kwãːŋ ɗɨ̌k]; eredeti nevén Lâm Văn Tức; Chữ Nôm, 1897 – Saigon, 1963. június 11.) vietnámi mahájána buddhista szerzetes, aki Saigon egyik forgalmas kereszteződésében 1963. június 11-én végrehajtott öngyilkosságával vált nevezetessé. Tettével a buddhistákat megfélemlítő dél-vietnámi Ngô Đình Diệm-rezsim ellen tiltakozott. Az önmagát felgyújtó szerzetesről készült fényképek bejárták a világsajtót, ezzel a nemzetközi figyelmet a Diệm-adminisztráció politikájára irányították. Az öngyilkosságról készített fényképeiért Malcolm Browne elnyerte a Pulitzer-díjat, illetve egyik képe az év sajtófotója lett a World Press Photo 1963. évi versenyén. Halála után Thích Quảng Đức testét elhamvasztották, de szívét ereklyeként megőrizték. A szerzetes és elkeseredett tette az együttérzés jelképévé vált, a buddhisták körében pedig bódhiszattvaként kezdték tisztelni, ezzel is erősítve a halála által a közvélekedésre gyakorolt hatást.
Thích Quảng Đức tette felerősítette a Diệmre gyakorolt nemzetközi nyomást, aki a buddhista közösség ellenérzéseit csillapítandó reformokat jelentett be. A beharangozott intézkedések végrehajtására azonban csak lassan vagy egyáltalán nem került sor, ami csak elmélyítette az ellentéteket. A tiltakozások folytatódtak, majd a Vietnámi Köztársasági Hadsereg Diệm fivéréhez, Ngô Đình Nhuhoz hű különleges erői az élére álltak a buddhista pagodák ellen intézett szervezett támadásoknak. Megszerezték Thích Quảng Đức szívét, útjukat országszerte gyilkosságok és pusztítás kísérte. Néhány buddhista szerzetes Thích Quảng Đức példáját követve tiltakozásul a halált választotta, s felgyújtotta magát. Végül 1963 novemberében a hadsereg által végrehajtott államcsíny és Diệm meggyilkolása vetett véget a válságos helyzetnek. Ennek fényében a szerzetesek önégető mozgalmát a vietnámi buddhista válság fordulópontjának tekintik, amely végül a Diệm-rezsim felszámolásához vezetett.

## Fordítás
- Ez a szócikk részben vagy egészben  a   Thích Quảng Đức című angol Wikipédia-szócikk ezen változatának fordításán alapul.  Az eredeti cikk szerkesztőit annak laptörténete sorolja fel. Ez a jelzés csupán a megfogalmazás eredetét és a szerzői jogokat jelzi, nem szolgál a cikkben szereplő információk forrásmegjelöléseként.